# Barbora Malíková
Barbora Malíková (30 de diciembre de 2001) es una deportista de República Checa que compite en atletismo. Ganó una medalla de plata en el Campeonato Europeo de Atletismo Sub-23 de 2021, en la prueba de 400 m.